# Brechmorhoga flavopunctata
Brechmorhoga flavopunctata är en trollsländeart som först beskrevs av Martin 1897.  Brechmorhoga flavopunctata ingår i släktet Brechmorhoga och familjen segeltrollsländor. Inga underarter finns listade i Catalogue of Life.